# Dašt-e Kavir
Dašt-e Kavir (perz. دشت كوير, poznata i kao Kavir-e Namak ili Velika slana pustinja) je velika pustinja smještena u središnjem dijelu Iranske visoravni. Proteže se oko 800 km u dužinu odnosno 320 km u širinu, a njena ukupna površina je 77.600 km2 što je čini 23. najvećom pustinjom svijeta. Pustinjsko područje proteže se od planinskog gorja Alborz na sjeverozapadu do pustinje Dašt-e Lut („Prazna pustinja”) na jugoistoku, a obuhvaća dijelove Razavi Horasana, Semnanske, Teheranske, Isfahanske i Jazdske pokrajine. Imenovana je prema slanim močvarama (kavirima) kojima pustinja obiluje.

## Vanjske poveznice
- NASA: Dasht-e Kavir, Iran